# ルンピ県
ルンピ県（ルンピけん、Rumphi）は、マラウイ北部州の県(Rumphi district)で、中心となる都市はルンピ（Rumphi Town）である。

## ルンピ県
この県は4769 km2の面積を持ち、人口は12万8360人である。
ルンピ県は幾人かの著名な政治家を輩出しており、マラウイ人として初めてヘイスティングズ・カムズ・バンダの独裁に対する反政府活動を公式に行い、後に民主同盟の代表となったトム・チャクフワ・チハナや、先の内閣のメンバーであったデニス・ンクワジ、マラウイ民主党の代表であるカムレポ・カルアなどがルンピ県出身である。